# 凱霍加縣
凱霍加縣（英語：Cuyahoga County）是位於美国俄亥俄州東北部的一個縣，北傍伊利湖，面積1,386平方公里。根據2020年美國人口普查，共有人口126萬4,817人，是全州人口最第二多的縣。縣治克利夫兰。該縣成立於1810年，縣名來自凱霍加河 （可能出自阿爾岡昆語，意思是「彎曲的河」）。
這也是美國前總統詹姆斯·艾布拉姆·加菲尔德的出生地。

## 行政區

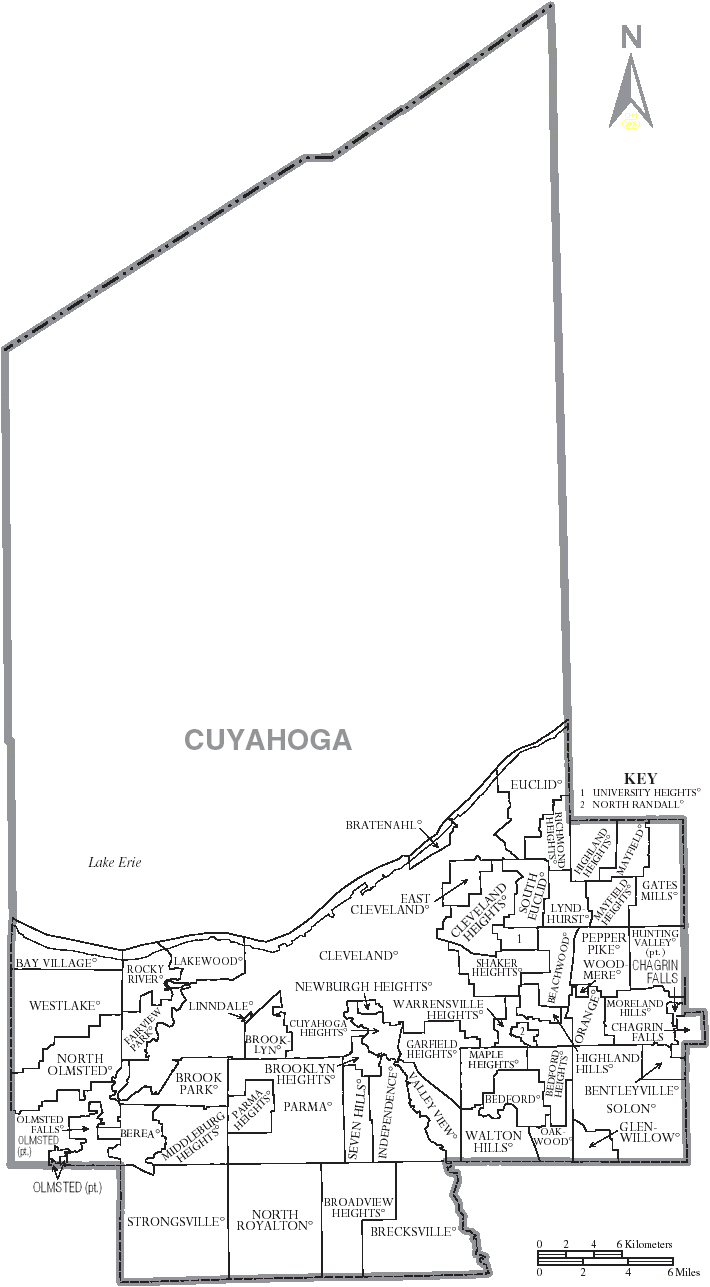
Map of Cuyahoga County, Ohio with Municipal and Township Labels

### 城市
- 海灣村
- 俾赤塢
- 貝德福德
- 貝德福德高地
- 伯里亞
- 布雷克斯維爾
- 布洛德維高地
- 布魯克公園
- 布鲁克林
- 克里夫蘭 (縣治)
- 克利夫兰高地
- 東克里夫蘭
- 歐幾里得
- 費爾維尤公園
- 加爾非高地
- 海蘭高地
- 獨立村
- 萊克伍德
- 林德赫斯特
- 楓葉高地
- 梅菲爾德高地
- 米德堡高地
- 北奧姆斯德
- 北羅約爾頓
- 奧姆斯德福爾斯
- 帕爾馬
- 帕爾馬高地
- 佩珀派克
- 里奇蒙高地
- 洛磯河
- 七山
- 雪克高地
- 索倫
- 南歐幾里得
- 斯特朗斯維爾
- 大學高地
- 沃倫斯維爾高地
- 西湖

### 村鎮
- 本特利維爾
- 布拉特納爾
- 布鲁克林高地
- 查格林福爾斯
- 凱霍加高地
- 蓋茨米爾斯
- 格倫威洛
- 高地山
- 狩獵谷
- 林戴爾
- 梅菲爾德
- 莫爾蘭高地
- 紐堡高地
- 北蘭達爾
- 奧克伍德
- 奧蘭治
- 瓦利維尤
- 沃爾頓高地
- 伍德米爾

### 鎮區
- 查格林福爾斯
- 奧姆斯德
- 19個書面鎮區